# Evangelický kostel (Soběslav)
Evangelický kostel v Soběslavi je stavba Českobratrské církve evangelické v ulici K Nádraží, vybudovaná v roce 1925.

## Historie
K bohoslužbám se soběslavský sbor scházel nejprve v pronajaté místnosti hotelu. Duchovní navíc dojížděl z blízké Kardašovy Řečice, kde sídlila kazatelská stanice. 17. května 1925 byl položen základní kámen a celý kostel byl dokončen 22. listopadu téhož roku. 

Kostel byl postaven nedaleko místního nádraží. Je to stavba klasicizujícího stylu. Doznal úprav v letech 1984-7 a znovu v letech 1998-2003. Roku 2006 podle návrhu arch. Jana Svobody byla přestavěna zadní část kostela. V roce 1994 bylo zřízeno středisko Diakonie Rolnička s dílnou pro osoby s mentálním a kombinovaným znevýhodněním.